# José Augusto de Almeida
José Augusto Pinto de Almeida (13 d'abril de 1937), conegut com a José Augusto, fou un futbolista portuguès de la dècada de 1960 i posteriorment entrenador de futbol.
Fou 45 cops internacional amb la selecció portuguesa amb la qual participà en la Copa del Món de futbol de 1966.

## Carrera esportiva
Pel que fa a clubs, defensà els colors de SL Benfica, on jugà 369 partits oficials i marcà 174 gols, guanyant 13 títols majors, amb vuit lligues i dues copes d'Europa.
Va jugar com a titular la final de la Copa d'Europa de 1961, que el Benfica va guanyar contra el FC Barcelona per 3 a 2 al Wankdorf Stadium de Berna, la primera final de la Copa d'Europa que jugaven qualsevol dels dos equips. També va jugar com a titular la final de la Copa d'Europa de 1962, que el Benfica va guanyar contra el Reial Madrid per 5 a 3 a l'Estadi Olímpic d'Amsterdam, la segona victòria consecutiva de l'equip portuguès en la competició. També fou titular a la final de la Copa d'Europa de 1963, que el Benfica va perdre contra l'AC Milan per 2 a 1 a l'estadi de Wembley a Londres, una derrota que va trencar una ratxa consecutiva de dues victòries portugueses a la Copa d'Europa, i que representà també la primera victòria italiana en la competició.
També va jugar com a titular la final de la Copa d'Europa de 1965, que el Benfica va perdre contra l'Inter de Milà per 0 a 1 a San Siro, la segona victòria consecutiva de l'Inter en la competició.
Com a entrenador dirigí la selecció de Portugal o el CD Logroñés.

## Palmarès
Jugador
Benfica
- Primeira Liga (8): 1959-60, 1960-61, 1962-63, 1963-64, 1964-65, 1966-67, 1967-68, 1968-69
- Taça de Portugal: 1961-62, 1963-64, 1968-69
- Taça de Honra (3)
- Copa d'Europa de futbol: 1960-61, 1961-62

Entrenador
Benfica
- Taça de Portugal: 1969-70